# Súper Liga Americana de Rugby 2021
La Súper Liga Americana de Rugby 2021 fu la 2ª edizione della competizione interconfederale di rugby a 15 dell'America meridionale organizzata da Sudamérica Rugby tra squadre di club delle federazioni di Argentina, Brasile, Cile, Colombia, Paraguay e Uruguay, e la prima a terminare regolarmente ed esprimere una squadra campione.
Si tenne dal 16 marzo 2021 al 15 maggio 2021 tra 6 squadre, le quali si incontrarono a girone unico nella stagione regolare che espresse le quattro qualificate ai play-off.
Al fine di circoscrivere al massimo i rischi di contagio da COVID-19 che aveva provocato l'anticipata chiusura dell'edizione precedente, Sudamérica Rugby concentrò il torneo in tre sedi: due in Cile (gli stadi  della Pintana a Santiago e Figueroa Brander a Valparaíso), nei quali si tenne la fase a girone unico, e una in Uruguay, allo stadio Charrúa di Montevideo dove si tennero le due semifinali e la finale.
La stagione regolare si tenne a girone unico e al suo termine le prime quattro della classifica accedettero alle semifinali.
La prima classificata ebbe il diritto di disputare la semifinale contro la peggiore delle qualificate; nella prima semifinale la squadra di casa, il Peñarol, vinse di misura 17-14 sulla cilena Selknam; nell'altra, la capolista Jaguares sconfisse 29-17 la paraguaiana Olimpia Lions.
Nell'incontro di finale tra le squadre delle due capitali rioplatensi fuorono gli argentini a prevalere per 36-28 sul Peñarol e ad aggiudicarsi il primo titolo del torneo sudamericano.
Il valore delle marcature, come stabilito da World Rugby nel 2017, è: 5 punti per ciascuna meta (7 se trasformata), 7 punti per la meta tecnica, 3 punti per la realizzazione di ciascun calcio piazzato, idem per il drop.

## Squadre partecipanti
| Federazione | Club          | Sponsor | Città        | Impianto interno     |
| Argentina   | Jaguares      |         | Buenos Aires |                      |
| Brasile     | Cobras        |         | San Paolo    |                      |
| Cile        | Selknam       |         | Santiago     | Stadio della Pintana |
| Colombia    | Cafeteros Pro |         | Medellín     |                      |
| Paraguay    | Olimpia Lions |         | Asunción     |                      |
| Uruguay     | Peñarol       |         | Montevideo   | Stadio Charrúa       |

## Stagione regolare
| 16-3-2021 | 1ª/6ª giornata      | 11-4-2021 |
| --------- | ------------------- | --------- |
| 40-11     | Peñarol — Olimpia   | 29-10     |
| 35-12     | Selknam — Cafeteros | 42-11     |
| 20-0      | Jaguares — Cobras   | 62-12     |
|           |                     |           |
| 30-3-2021 | 4ª/9ª giornata      | 26-4-2021 |
| 30-14     | Cobras — Cafeteros  | 22-14     |
| 26-22     | Peñarol — Selknam   | 17-27     |
| 13-77     | Olímpia — Jaguares  | 26-40     |

| 21-3-2021 | 2ª/7ª giornata       | 16-4-2021 |
| --------- | -------------------- | --------- |
| 24-33     | Cobras — Peñarol     | 12-40     |
| 16-29     | Olímpia — Selknam    | 24-21     |
| 71-28     | Jaguares — Cafeteros | 80-7      |
|           |                      |           |
| 4-4-2021  | 5ª/10ª giornata      | 1-5-2021  |
| 39-32     | Olímpia — Cafeteros  | 51-33     |
| 66-10     | Selknam — Cobras     | 20-21     |
| 46-17     | Jaguares — Peñarol   | 42-18     |

| 25-3-2021 | 3ª/8ª giornata      | 21-4-2021 |
| --------- | ------------------- | --------- |
| 45-3      | Peñarol — Cafeteros | 14-13     |
| 8-44      | Cobras — Olímpia    | 15-19     |
| 8-65      | Selknam — Jaguares  | 8-68      |

### Classifica
| Pos | Squadra       | G  | V  | N | P  | PF  | PS  | DP   | BMP | Pt |
| --- | ------------- | -- | -- | - | -- | --- | --- | ---- | --- | -- |
| 1   | Jaguares      | 10 | 10 | 0 | 0  | 571 | 137 | +434 | 10  | 50 |
| 2   | Peñarol       | 10 | 7  | 0 | 3  | 279 | 210 | +69  | 3   | 31 |
| 3   | Selknam       | 10 | 5  | 0 | 5  | 278 | 270 | +8   | 6   | 26 |
| 4   | Olimpia Lions | 10 | 5  | 0 | 5  | 253 | 324 | −71  | 3   | 23 |
| 5   | Cobras        | 10 | 3  | 0 | 7  | 154 | 332 | −178 | 2   | 14 |
| 6   | Cafeteros Pro | 10 | 0  | 0 | 10 | 167 | 429 | −262 | 5   | 5  |

## Play-off
|  | Semifinali    | Semifinali    | Semifinali |          |         | Finale  | Finale | Finale |  |
|  |               |               |            |          |         |         |        |        |  |
|  | Peñarol       | Peñarol       | 17         |          |         |         |        |        |  |
|  | Peñarol       | Peñarol       | 17         |          |         |         |        |        |  |
|  | Selknam       | Selknam       | 14         |          |         |         |        |        |  |
|  | Selknam       | Selknam       | 14         |          | Peñarol | Peñarol | 28     |        |  |
|  |               |               |            |          | Peñarol | Peñarol | 28     |        |  |
|  |               |               | Jaguares   | Jaguares | 36      |         |        |        |  |
|  | Jaguares      | Jaguares      | Jaguares   | Jaguares | 36      | 29      |        |        |  |
|  | Jaguares      | Jaguares      |            |          |         |         |        |        |  |
|  | Olimpia Lions | Olimpia Lions | 17         |          |         |         |        |        |  |

### Semifinali
| Arbitro: | Damián Schneider |

|                        |      |                         |
| Roura 15’ Inciarte 30’ | mt   | 51’ Dittus 64’ Portillo |
| Roger 15’, 30’         | tr   | 51’, 64’ Videla         |
| Roger 8’               | c.p. |                         |

| Arbitro: | Francisco González |

|                                            |      |                          |
| Minervino 17’ Bavaro 43’, 67’ Albornoz 46’ | mt   | 63’ J. Gómez 75’ Repetto |
| Albornoz 17’, 43’, 67’                     | tr   | 63’, 75’ M. Ledesma      |
| Albornoz 54’                               | c.p. | 8’ M. Ledesma            |

### Finale
| Arbitro: | Damián Schneider |

| |              | |
| Cubilla 23’, 50’, 78’ Daireaux 31’ Segura 53’ tecnica 71’ | mt           | 54’ Amaya 63’ Vilaseca 80’ Gattas |
| 31’, 78’ Albornoz | tr           | 54’, 63’ Roger |
| | c.p.         | 20’, 42’, 75’ Roger |
| · 79’ Daireaux · Cancelliere · Segura · 77’ J.P. Castro · Cubilla · 79’ Albornoz · Ezcurra · 72’ Wegrzyn · 50’ Vaca · 64’ Zeiss · F. Gutiérrez · 76’ Molina · 62’ Bávaro · Gorrisen · J.M. González | Formazioni   | · Amaya 68’ · Alonso 75’ · Inciarte · Vilaseca · Freitas · Roger · Nogués 66’ · Echeverría 58’ · Pujadas 53’ · Arbelo 62’ 68’ · Aliaga 53’ · Milán 62’ · Ardao 75’ · Roura · Civetta |
| · 50’ Ruiz · 62’ Oviedo · 64’ Sclavi · 72’ Minervino · 76’ Bernasconi · 77’ Castiglioni · 79’ Elías · 79’ Prisciantelli                                                                             | Sostituzioni | · Gattas 53’ · Dosantos 53’ · M. Benítez 58’ · Pomponio 62’ 68’ · Deus 62’ · Arcos Pérez 66’ · Arbelo 68’ · Iruleguy 75’ · Chamyan 75’                                               |
| Ignacio Fernández Lobbe | Allenatori   | Pablo Bouza |